# Myriophyllum exasperatum
Myriophyllum exasperatum là một loài thực vật có hoa trong họ Haloragaceae. Loài này được D. Wang, Dan Yu & Z.Y. Li mô tả khoa học đầu tiên năm 2002.